# Greg Gibson
Greg Gibson (né en octobre 1968 en Ohio aux États-Unis) est un arbitre des Ligues majeures de baseball depuis 1997.

## Biographie

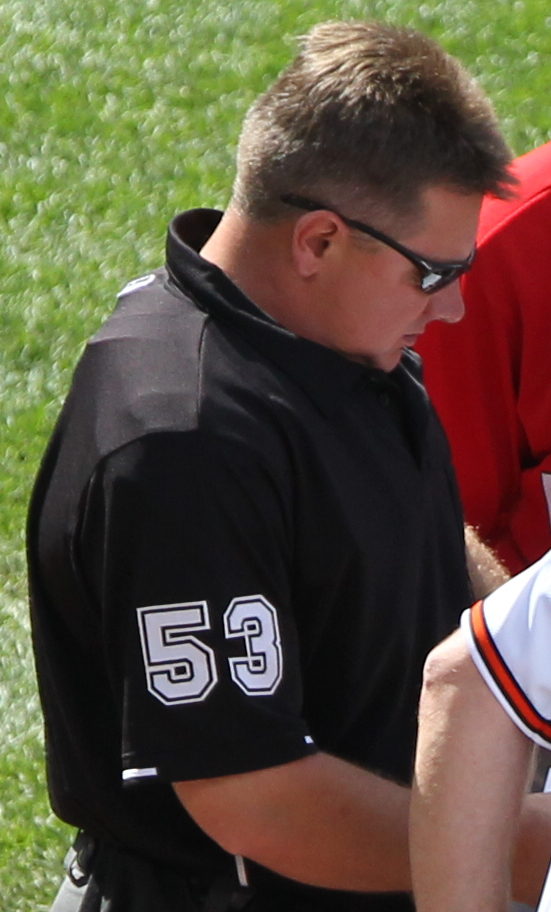
Greg Gibson en 2011.

Gibson est arbitre de la Ligue nationale en 1997 et 1998, puis des deux ligues majeures à partir de 1999. Ses deux premiers matchs sont à Saint-Louis lors d'un programme double le 14 juin 1997.
Greg Gibson a officié au match des étoiles en 2008, le dernier présenté au Yankee Stadium de New York, dans les Séries de championnat de la Ligue nationale en 2005, 2012 et 2013, dans les Séries de divisions en 2001, 2003, 2004, 2006, 2007, 2009, 2010 et 2011, ainsi que dans le matchs de meilleurs deuxièmes de la Ligue américaine en 2012 et 2013. Il arbitre dans une Série mondiale pour la première fois en 2011.
Le 18 mai 2004 à Atlanta, Gibson est l'arbitre au marbre lorsque Randy Johnson des Diamondbacks de l'Arizona lance le 17e match parfait de l'histoire. Il est également arbitre au marbre le 18 juin 2014 lors du match sans point ni coup sûr de Clayton Kershaw, des Dodgers.
Le 15 août 2012 à Anaheim, Gibson est blessé au visage par un coup de pied involontaire de Torii Hunter, des Angels de Los Angeles, qui l'atteint involontairement en glissant au marbre. Gibson est touché tout près de l'œil gauche par le crampon de la chaussure gauche de Hunter, mais l'arbitre, qui est remplacé par un substitut pour le reste du match, en est quitte pour quelques points de suture.
Greg Gibson porte le numéro d'uniforme 53.
Il a également été arbitre au Mexique durant la Classique mondiale de baseball 2009.

### Arbitrage vidéo
Greg Gibson est impliqué à deux moments charnières de l'arbitrage vidéo dans le baseball majeur : il est l'arbitre au marbre le 3 septembre 2008 à St. Petersburg lors du match entre les Rays de Tampa Bay et les Yankees de New York, lorsque la reprise vidéo est pour la première fois utilisée avec l'autorisation de la ligue. La reprise confirme qu'un balle frappée par Alex Rodriguez est bien un coup de circuit, comme l'avait annoncé l'arbitre Brian Runge, et non une fausse balle. 
Le 31 mars 2014, Greg Gibson est le premier arbitre de la MLB à voir une de ses décisions renversées après utilisation du nouveau système d'arbitrage vidéo, couvrant presque toutes les situations de jeu : à Milwaukee, le gérant des Braves d'Atlanta, Fredi González, a gain de cause en protestant contre la décision de Gibson, qui avait erronément déclaré Ryan Braun des Brewers sauf au premier but. Une autre demande de révision vidéo avait été effectuée plus tôt la même journée à Pittsburgh, mais la décision de l'arbitre Bob Davidson n'avait pas été renversée.